# Cryptocanthon andersoni
Cryptocanthon andersoni là một loài bọ cánh cứng trong họ Bọ hung (Scarabaeidae).